# Малые Гари (Вологодская область)
Малые Гари — деревня в Никольском районе Вологодской области.
Входит в состав Байдаровского сельского поселения, с точки зрения административно-территориального деления — в Кумбисерский сельсовет.
Расстояние до районного центра Никольска по автодороге — 40 км, до центра муниципального образования Байдарово по прямой — 16 км. Ближайшие населённые пункты — Займище, Филимоновы Гари, Беляевка.
По переписи 2002 года население — 3 человека.